# Celina conspicua
Celina conspicua är en skalbaggsart som beskrevs av Zimmermann 1921. Celina conspicua ingår i släktet Celina och familjen dykare. Inga underarter finns listade i Catalogue of Life.